# Andra riksrätten mot Donald Trump
Den andra riksrätten mot Donald Trump fattade USA:s representanthus beslut om den 13 januari 2021. Donald Trump, då sittande amerikansk president, ställdes för andra gången inför riksrätt, mot bakgrund av anklagelser om sin roll i stormningen av Kapitolium den 6 januari 2021. Beslutet fattades endast en vecka före Trumps sista dag i ämbetet den 20 januari 2021, efter att ha förlorat presidentvalet i november 2020 mot Joe Biden efter sin första mandatperiod. Donald Trump blev friad från åtalen den 13 februari av senaten, då antalet röster för att fälla honom inte räckte till. 67 röster krävdes men 57 senatorer röstade för att fälla och 43 för att fria.

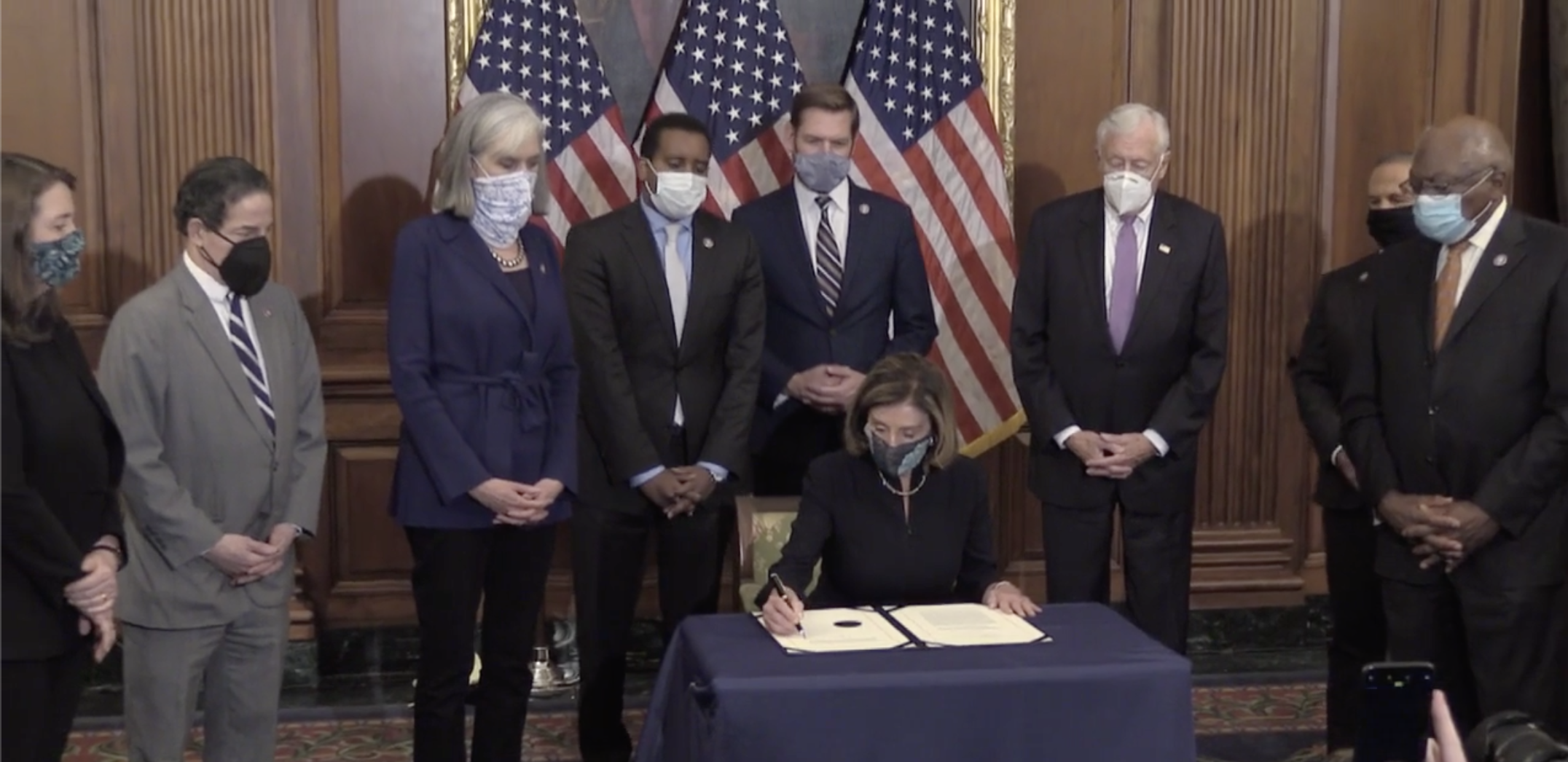
Talmannen Nancy Pelosi undertecknar åtalsdokumentet

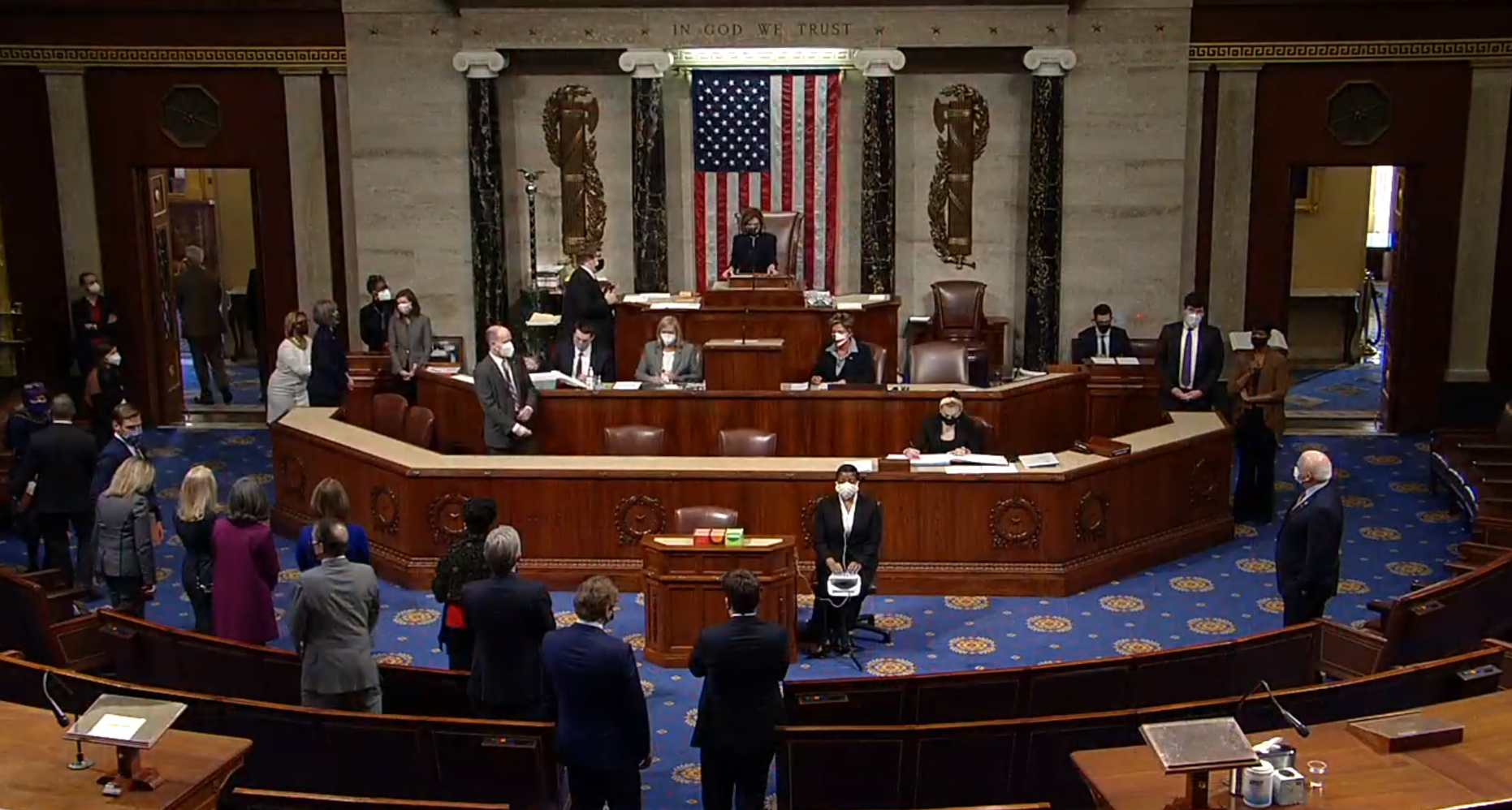
Omröstning i Representanthuset den 13 januari 2021

| ”                                          | [Början] Beslutat, att Donald John Trump, Förenta staternas president, åtalas för ämbetsbrott och att nedanstående åtalspunkt ska framläggas för Senaten: ... Med allt detta har presidenten på ett allvarligt sätt satt Förenta staternas säkerhet och dess styrande institutioner i fara. Han hotade det demokratiska systemets integritet, lade sig i en fredlig maktöverlåtelse och satte i fara en likvärdig gren av styret. På det sättet bröt han mot sitt förtroende som president, med tydligt resultat i skada för Förenta staternas folk. ... Donald John Trump förtjänar därmed åtal och rättegång, avlägsnande från ämbete samt diskvalificering för att inneha varje slags heders- , förtroende eller avlönat ämbete i Förenta staterna. [Slut] | „ |
| – House Resolution 24, den 11 januari 2021 | |   |

Representanthuset tog beslut om åtal med rösterna 232 mot 197. Tio av de republikanska ledamöterna röstade för riksrätt. Trump är den förste amerikanske president - och den förste innehavaren av ett offentligt ämbete i USA – som ställts inför riksrätt två gånger. Den första riksrättsprocessen, i vilken han blev friad, ägde rum i februari 2020.

## Bakgrund
Den 2 januari 2021 ringde Trump upp delstaten Georgias statssekreterare Brad Raffensperger och pressade honom att ogiltigförklara Georgias röstresultat i presidentvalet i november 2020 genom att hitta nya, tidigare oräknade, röster för Trump. Den 6 januari anstiftade han, enligt en brett omfattad uppfattning, kravaller i Washington D.C. genom att hetsa upp anhängare i ett rally som han arrangerade utanför Vita huset, efter att tidigare ha uppmuntrat anhängare att komma till Washington samma dag som kongressen skulle genomföra en sammanställning av elektorsrösterna och officiellt utse Joe Biden till president.
Underlag för åtal lades fram i Representanthuset den 11 januari med anklagelse mot Trump för anstiftande av uppror. Förslaget lades fram i Representanthuset med mer än 200 medförslagsställare.
Det andra riksrättsåtalet mot Trump var det fjärde riksrättsåtalet mot en president i USA:s historia. Med tio republikaner röstande för, var åtalsbeslutet det som fått störst stöd från ledamöter från presidentens eget parti och det beslut som haft störst tvåpartistöd. Det var också den första gång som samtliga medlemmar i majoritetspartiet röstat enhälligt för åtal.

## Behandling
USA:s representanthus auktoriserade följande representanter att fungera som åklagare. Delegationen leddes av Jamie Raskin.
| Bild | Namn            | Delstat/ territorium     | Parti    |
| ---- | --------------- | ------------------------ | -------- |
|      | Jamie Raskin    | Maryland                 | demokrat |
|      | Diana DeGette   | Colorado                 | demokrat |
|      | David Cicilline | Rhode Island             | demokrat |
|      | Joaquin Castro  | Texas                    | demokrat |
|      | Eric Swalwell   | Kalifornien              | demokrat |
|      | Ted Lieu        | Kalifornien              | demokrat |
|      | Joe Neguse      | Colorado                 | demokrat |
|      | Madeleine Dean  | Pennsylvania             | demokrat |
|      | Stacey Plaskett | Amerikanska Jungfruöarna | demokrat |

Senaten förkastade åtalet eftersom kraven på att rösterna blev 57–43 till Republikanerna, som då kunde avvisa kravet på åtal. Mitch McConnell röstade mot åtalet, men sade efteråt att upproret var Trumps fel. Republikanerna som röstade för att fälla var Mitt Romney, Pat Toomey, Ben Sasse, Richard Burr, Susan Collins, Bill Cassidy och Lisa Murkowski. Donald Trump Jr. kallade dessa människor för RINOS (Republicans in Name Only) och programledare på FOX News, Laura Ingraham, hotade med att ingen av dessa representanter skulle vara välkomna till republikanernas partikongress år 2024.